# 圣萨蒂南德莱讷
圣萨蒂南德莱讷（法語：Saint-Saturnin-de-Lenne，法語發音：[sɛ̃ satyʁnɛ̃ də lɛn]）是法国阿韦龙省的一个市镇，属于米约区。

## 地理
圣萨蒂南德莱讷（44°25'26"N, 3°1'4"E）面积33.81 平方千米，位于法国奧克西塔尼大區阿韦龙省，该省份为法国南部内陆省份，位于法國中央高原南部，北起顺时针与康塔爾省、洛泽尔省、加尔省、埃罗省、塔恩省、塔恩-加龙省和洛特省接壤。
与圣萨蒂南德莱讷接壤的市镇（或旧市镇、城区）包括：康帕尼亚克、拉卡佩勒博南斯、圣马丹德莱讷、圣热涅多尔特-多布拉克、阿韦龙河畔塞韦拉克。

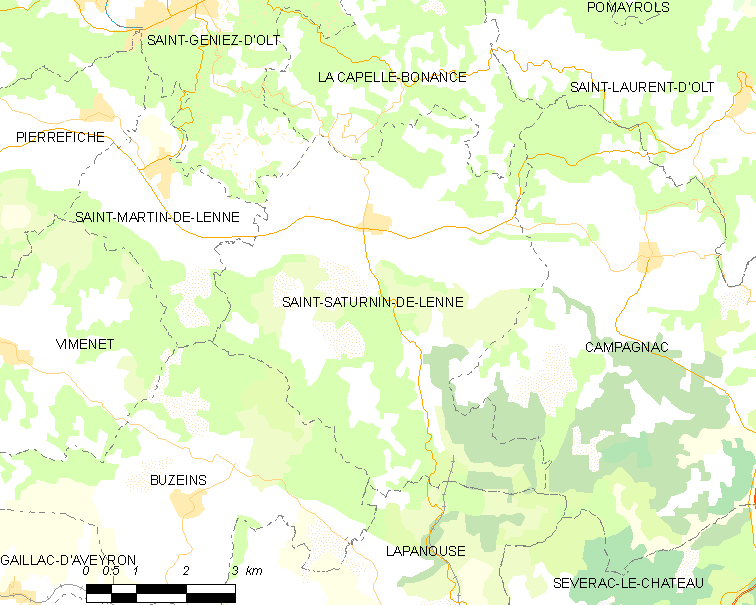
圣萨蒂南德莱讷的OSM定位图

圣萨蒂南德莱讷的时区为UTC+01:00、UTC+02:00（夏令时）。

## 行政
圣萨蒂南德莱讷的邮政编码为12560，INSEE市镇编码为12247。

## 政治
圣萨蒂南德莱讷所属的省级选区为塔恩-科斯县。

## 人口

1962-2008年间圣萨蒂南德莱讷人口变化图示

圣萨蒂南德莱讷于2022年1月1日时的人口数量为325人。